# Rushes
Rushes — студийный альбом в стиле эмбиент-техно, выпущенный в 1998 году группой The Fireman(дуэт Пола Маккартни и продюсера Youth (Мартина Гловера), наиболее известного, как участник групп Killing Joke и The Orb).

## Об альбоме
Встреченный лучше, чем его предшественник — альбом Strawberries Oceans Ships Forest, являвшийся набором ремиксов на более ранние записи Маккартни, — Rushes отличается тем, что не настолько близко имеет отношение к предыдущим записям Пола. В следующий раз после этого альбома Youth и Маккартни сотрудничали, когда Маккартни записывал свой сольный эмбиент-альбом Liverpool Sound Collage в 2000. Третий альбом The Fireman, Electric Arguments, был выпущен в 2008.
Как и Strawberries Oceans Ships Forest, Rushes не участвовал в чартах и больше не будет переиздаваться на CD-дисках.

## Список композиций
Слова и музыка всех песен — The Fireman.
| №  | Название                   | Длительность |
| -- | -------------------------- | ------------ |
| 1. | «Watercolour Guitars»      | 5:48         |
| 2. | «Palo Verde»               | 11:56        |
| 3. | «Auraveda»                 | 12:51        |
| 4. | «Fluid»                    | 11:19        |
| 5. | «Appletree Cinnabar Amber» | 7:12         |
| 6. | «Bison»                    | 2:40         |
| 7. | «7 a.m.»                   | 7:49         |
| 8. | «Watercolour Rush»         | 1:45         |